# 岡山県道210号林野停車場線
岡山県道210号林野停車場線（おかやまけんどう210ごう はやしのていしゃじょうせん）は、岡山県美作市を通る一般県道である。

## 概要
JR西日本姫新線 林野駅と岡山県道51号美作奈義線（国道179号旧道）を結ぶ。

### 路線データ
- 起点：岡山県美作市栄町（JR西日本姫新線 林野駅前）
- 終点：岡山県美作市栄町（岡山県道51号美作奈義線交点）
- 総延長：0.1 km

## 地理

### 通過する自治体
- 美作市

### 交差する道路
| 交差する道路           | 交差する場所 | 交差する場所 |
| ---------------------- | ------------ | ------------ |
| 岡山県道51号美作奈義線 | 栄町         | 終点         |

### 沿線
- JR西日本姫新線 林野駅
- 道の駅彩菜茶屋（終点付近、林野駅北側）